# Mathematics without Borders
Mathematics without Borders va ser el nom de l'esdeveniment del centenari de la Unió Matemàtica Internacional, celebrat entre el 27 de setembre i el 28 de setembre del 2021, a Estrasburg, França. Va ser posposat un any per la pandèmia de COVID-19. L'esdeveniment va celebrar 100 anys del Congrés Internacional de Matemàtics de 1920, on la Unió Matemàtica Internacional va ser fundada.
El nom de l'esdeveniment fa referència al llibre d'Olli Lehto Mathematics Without Borders.

## A la cultura popular
Alex Bellos va escriure a The Guardian sobre els nus borromeus, la figura que compon el logotip de la Unió Matemàtica Internacional, en honor al seu centenari.